# Kimirsenský socialistický svaz mládeže
Kimirsenský socialistický svaz mládeže (korejsky 김일성사회주의청년동맹) je mládežnická organizace v Korejské lidově demokratické republice, obdoba československého SSM. Dle oficiálních severokorejských zdrojů má svaz 8 milionů členů: 5 milionů mládeže od 14 do 30 let a 3 miliony pionýrů. Organizace je považována za zdroj budoucích kádrů vedoucí Korejské strany práce. Navazuje na Komunistický svaz mládeže Koreje, který vznikl roku 1927. Současné jméno nese od roku 1996. Kimirsenský socialistický svaz mládeže je součástí Světové federace demokratické mládeže a Jednotné demokratické vlastenecké fronty pro sjednocení země.